# Antonio de Bofarull
Antonio de Bofarull y Brocá (Reus, 3 de noviembre de 1821-Barcelona, 12 de febrero de 1892) fue un historiador, arqueólogo, filólogo, novelista, poeta y dramaturgo español perteneciente a la Renaixença catalana.

## Biografía
Estudió leyes en la Universidad de Barcelona. Fundador de un periódico satírico, El Hongo. Crítico teatral con el seudónimo de Lo Coblejador de Moncada. Fue de profesión archivero, dirigiendo el Archivo General de la Corona de Aragón, en Barcelona, durante dieciséis años. 
Interesado por la poesía trovadoresca medieval catalana, hizo una antología] de los mismos en 1858, Los trobadors nous (1858), que le supuso ser miembro activo de la Renaixença. Estrenó varios dramas en el Teatro Principal de Barcelona, como Pedro el Católico, rey de Aragón (1842), Roger de Flor (1844) o Medio Rey y medio vasallo, todas ellas obras con carácter histórico. 
Es autor de la primera novela histórica escrita en catalán, en 1862, L'orfeneta de Menargues, traducida al castellano como Blanca o la huérfana de Menarques (1876).
Sus obras en el campo de la historia y de la lengua son también notables. En el primer campo escribió unas Hazañas y recuerdos de los catalanes ó colección de leyendas. Barcelona, Juan Oliveres, 1846, y, sobre todo, su Historia crítica (civil y eclesiástica) de Cataluña, Barcelona: Aleu y Fugarull, 1876-1878, 9 tomos en ocho volúmenes, como respuesta a la Historia de Cataluña (1868) de Víctor Balaguer. Aunque sus puntos de vista son algo anexionistas, ya que cree en la existencia de una "Confederación Catalano-Aragonesa", un concepto ucrónico que ha sido muy discutido tanto por valencianos como aragoneses y mallorquines, se esfuerza por explicar los acontecimientos y no solo los describe.
También hizo una Guía-cicerone de Barcelona, o sea, viajes por la ciudad, con el objeto de visitar y conocer todos los monumentos artísticos, enterarse de todos los recuerdos y hechos históricos... (1867), unos Anales históricos de Reus desde su fundación hasta nuestros días, Reus, 1861. En cuanto a sus obras sobre la lengua catalana, destaca el documentado estudio La lengua catalana considerada históricamente (1858); deseoso de fijarla de alguna manera en los tiempos modernos, compuso unos Estudios del sistema gramatical y crestomatía la lengua catalana (1864).
Fue uno de los restauradores de los Juegos Florales de Barcelona, de los que fue su primer secretario en 1859 y presidente desde 1865.

## Obras

### En catalán
- Els trobadors nous (1858), antología de poesías
- L'orfeneta de Menargues o Catalunya agonitzant (1862)
- Costums que es perden i records que fugen. Reus 1820-1840 (1880)

### En español
- Pedro el Católico, rey de Aragón, 1842.
- Roger de Flor, 1845.
- Historia crítica (civil y eclesiástica) de Cataluña, 1876-78.
- Historia crítica de la guerra de la Independencia en Cataluña, 1886-87.[2]
- Historia del rey de Aragón don Jaime el Conquistador, escrita en lemosín por el propio monarca y traducida y anotada por Mariano Flotats y Antonio Bofarull Brocà, Barcelona, 1848.
- Crónica del rey de Aragón, don Pedro IV el Ceremonioso o del Punyalet, escrita en lemosin por el mismo monarca. Traducida al castellano y anotadas por Antonio Bofarrull Brocà, Barcelona, 1850.
- Crónica catalana de Ramón Muntaner. Texto Original y traducción castellana, acompañada de notas, Barcelona, 1860.
- La Confederación Catalano-Aragonesa, realizada en el periodo más notable del gobierno soberano del conde de Barcelona, Ramón Berenguer IV: estudio histórico, crítico y documentado por D. Antonio de Bofarull y Broca, premiado por unanimidad en el Certamen abierto en 15 de diciembre de 1869 por el Ateneo Catalán, Barcelona, Luis Tasso, 1872. En esta obra ahondó en la ucronía iniciada por su tío, Próspero de Bofarull y Mascaró, al conferir al condado de Barcelona el mismo estatuto que al reino de Aragón.[1]